# Wsiesława Wsiewołodówna
Wsiesława Wsiewołodówna (zm. po 1206) - księżniczka włodzimierska, księżna snowska z dynastii Rurykowiczów.
Była córką Wsiewołoda III Wielkie Gniazdo i jego pierwszej żony Marii. 15 czerwca lub 11 sierpnia 1187 poślubiła Rościsława, księcia snowskiego.